# Incourt (Frankrijk)
Incourt is een gemeente in het Franse departement Pas-de-Calais (regio Hauts-de-France) en telt 75 inwoners (2009). De plaats maakt deel uit van het arrondissement Montreuil.

## Geografie
De oppervlakte van Incourt bedraagt 1,8 km², de bevolkingsdichtheid is dus 41,7 inwoners per km².
De onderstaande kaart toont de ligging van Incourt (Frankrijk) met de belangrijkste infrastructuur en aangrenzende gemeenten.

## Demografie
Onderstaande figuur toont het verloop van het inwonertal (bron: INSEE-tellingen).